# Oreochromis lepidurus
Oreochromis lepidurus es una especie de peces de la familia Cichlidae en el orden de los Perciformes.

## Morfología
Los machos pueden llegar alcanzar los 19 cm de longitud total.

## Distribución geográfica
Se encuentran en la cuenca del río Congo (África).